# Torre Pallata
A Torre Pallata, conhecida simplesmente como Pallata ou Torre della Pallata, é uma torre do século XIII com 32m de altura, localizada em Corso Giuseppe Garibaldi, no centro de Brescia, região da Lombardia, na Itália.

## História
Foi inicialmente construído como um bastião que fazia parte das muralhas medievais da cidade.  Existem duas teorias sobre o nome pallata: pode ser derivado de palizzata, palavra italiana para uma paliçada, ou pode derivar do nome de Pallas Athena, com as pedras usadas na construção talvez tendo sido roubadas de um templo daquela deusa.
A construção começou em 1254, na cidade de San Giovanni. Era associada a um portão medieval, o Porta di San Giovanni, nas primeiras muralhas da cidade. A torre já abrigou as abóbadas de um banco ou Monte di Pieta. Ao longo dos séculos, decorações foram adicionadas, como um relógio em 1461, merlões e uma pequena torre no topo entre 1476 e 1481. Em 1597, uma fonte construída em estilo maneirista foi adicionada ao lado oeste da torre. A fonte foi baseada em um design e inconografia de Pier Maria Bagnadore, construída pelo arquiteto Antonio Carra e a estatuária foi completada pelo escultor Valentino Bonesini. A fonte tem quatro estátuas alegóricas, com o registro inferior representando os dois rios em Brescia, o Mella e o Garza, ou os dois lagos na província, Garda e Iseo.